# Polypedilum allansoni
Polypedilum allansoni är en tvåvingeart som beskrevs av Freeman 1958. Polypedilum allansoni ingår i släktet Polypedilum och familjen fjädermyggor.
Artens utbredningsområde är Zimbabwe. Inga underarter finns listade i Catalogue of Life.